# Lijst van musea in Amsterdam
Dit is een lijst van musea in Amsterdam.

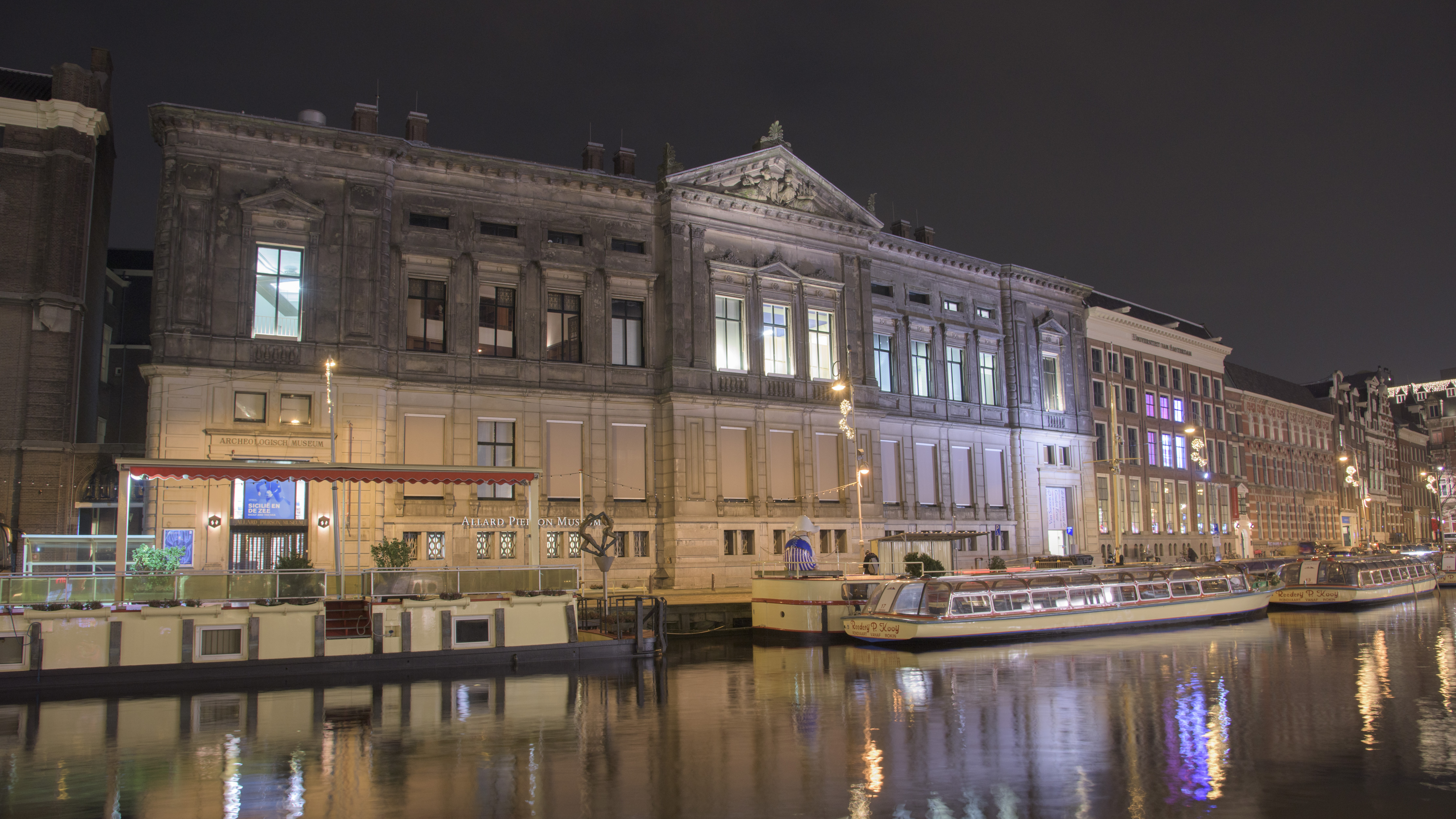
Allard Pierson Museum

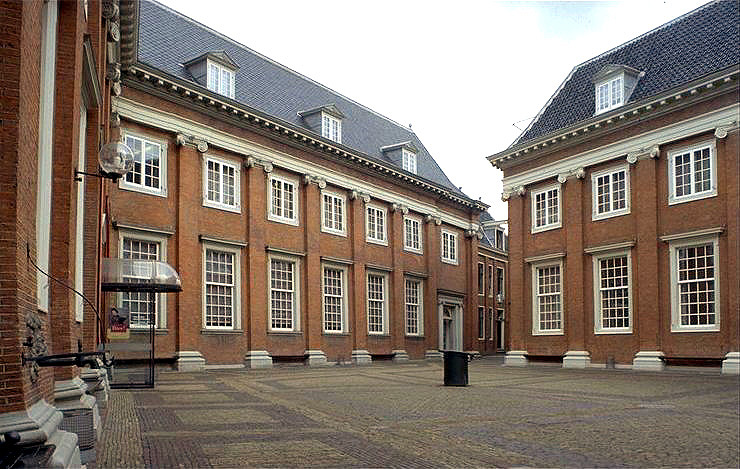
Amsterdam Museum

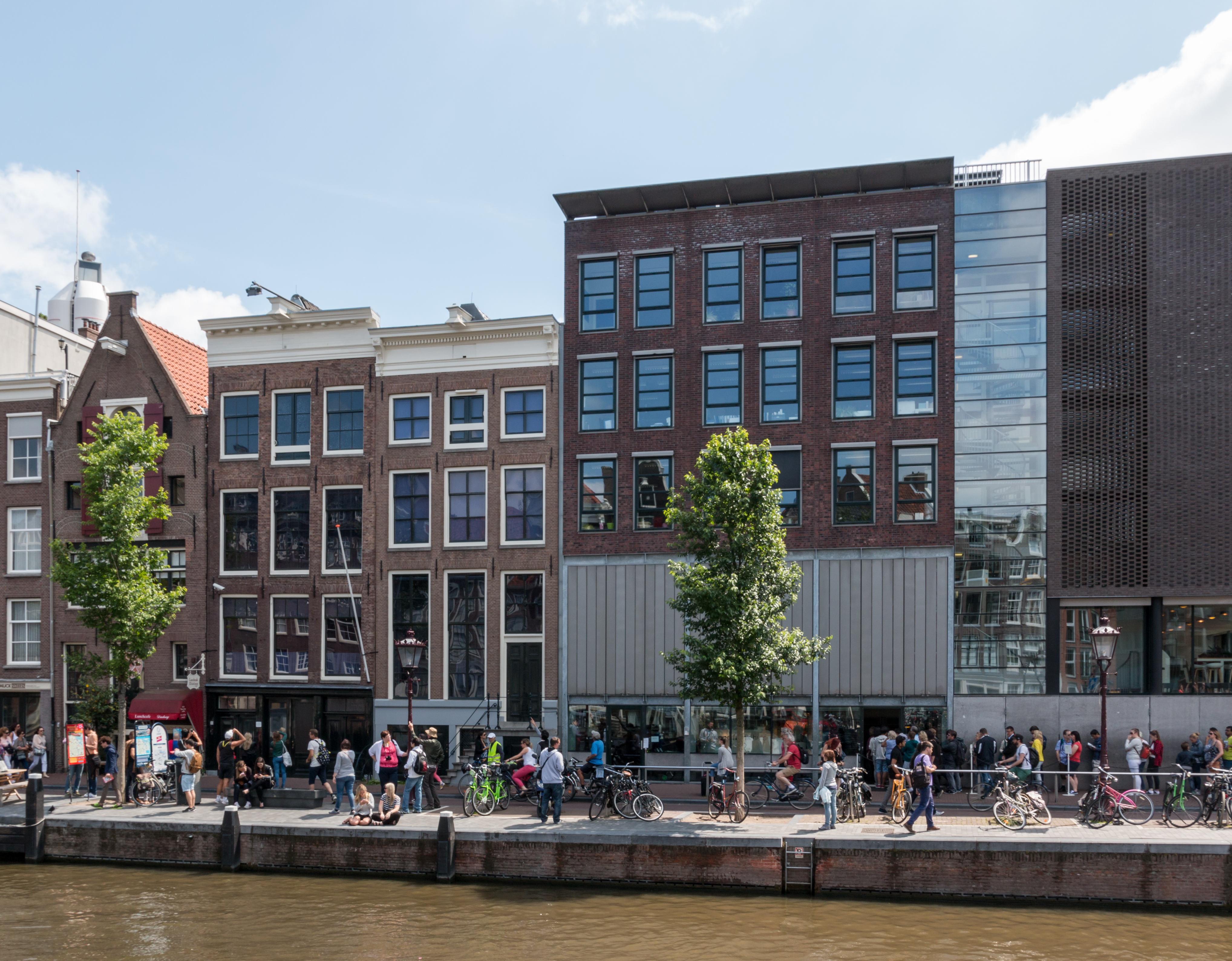
Anne Frank Huis

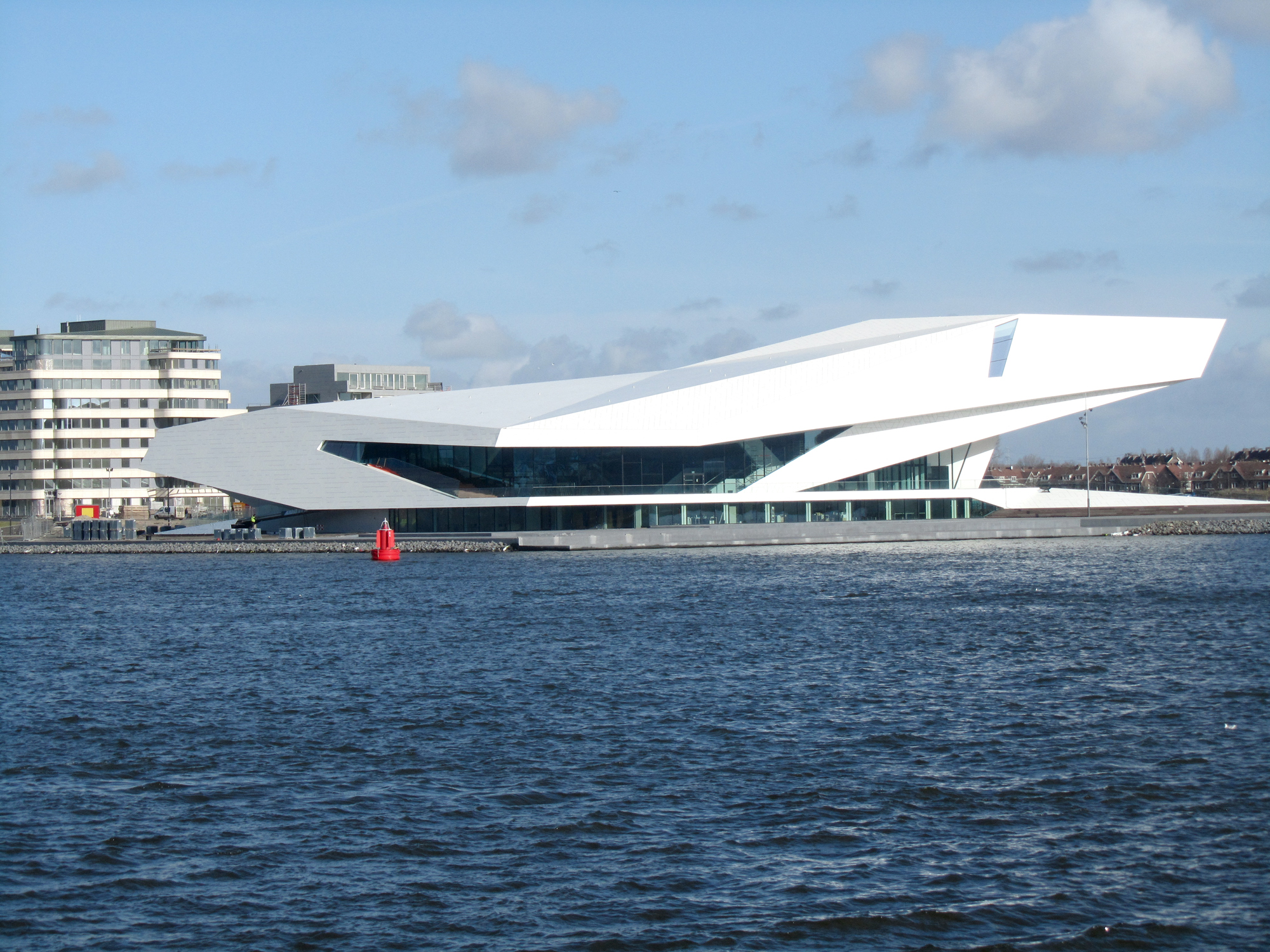
Eye Filmmuseum (Noord)

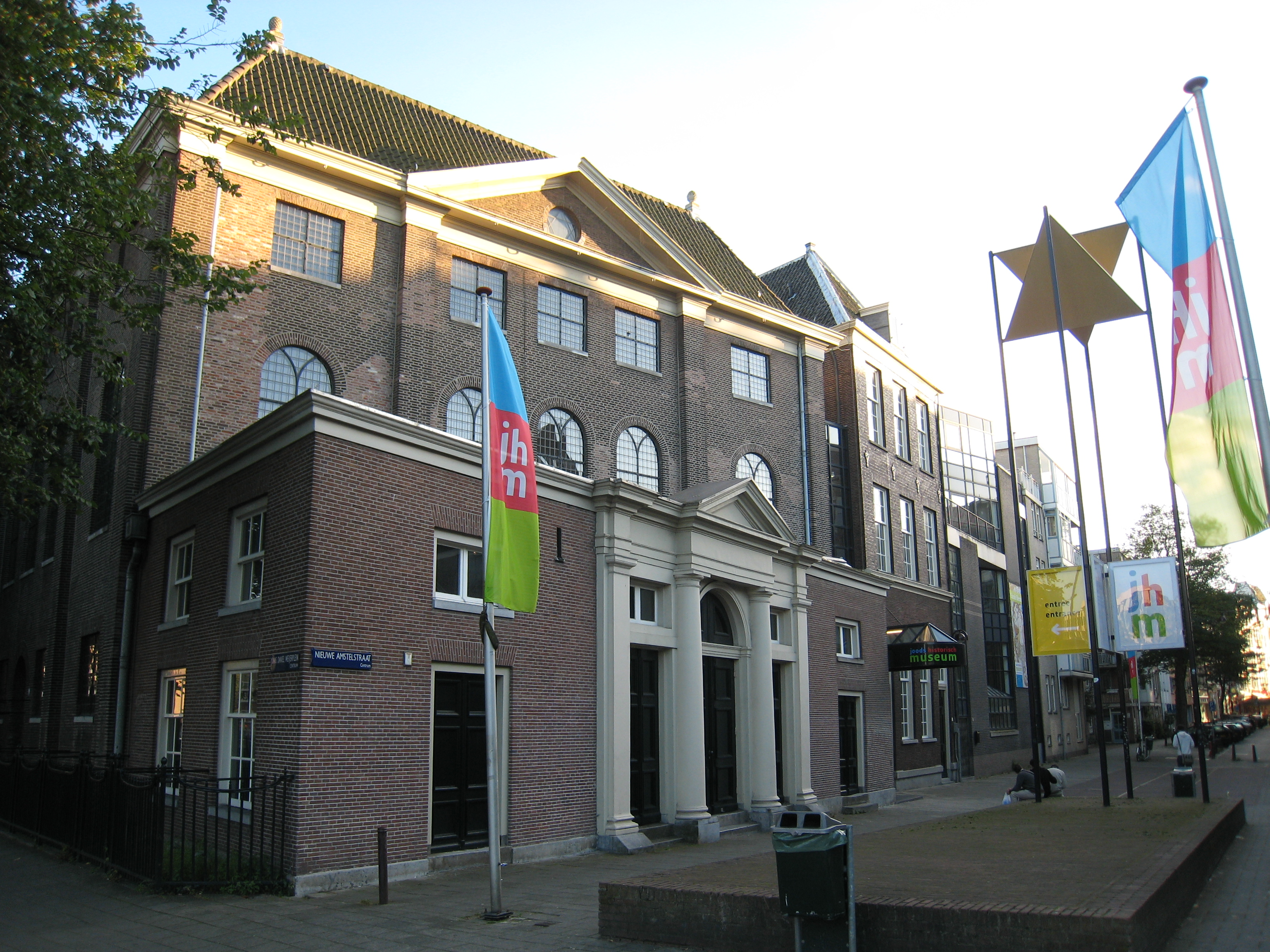
Joods Museum

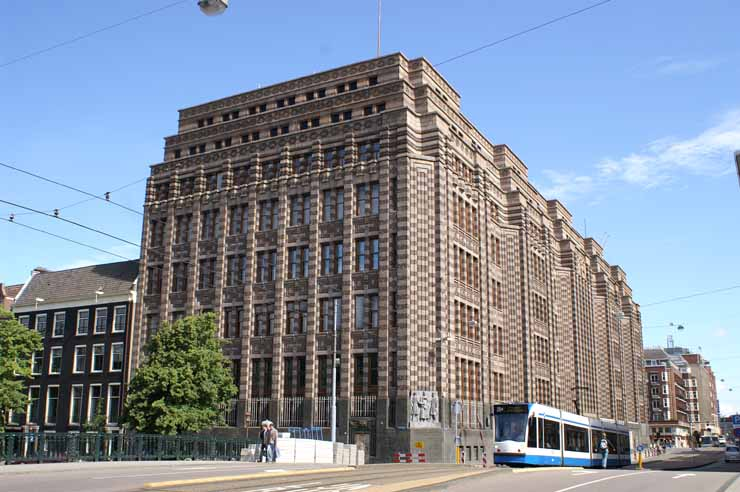
Stadsarchief Amsterdam

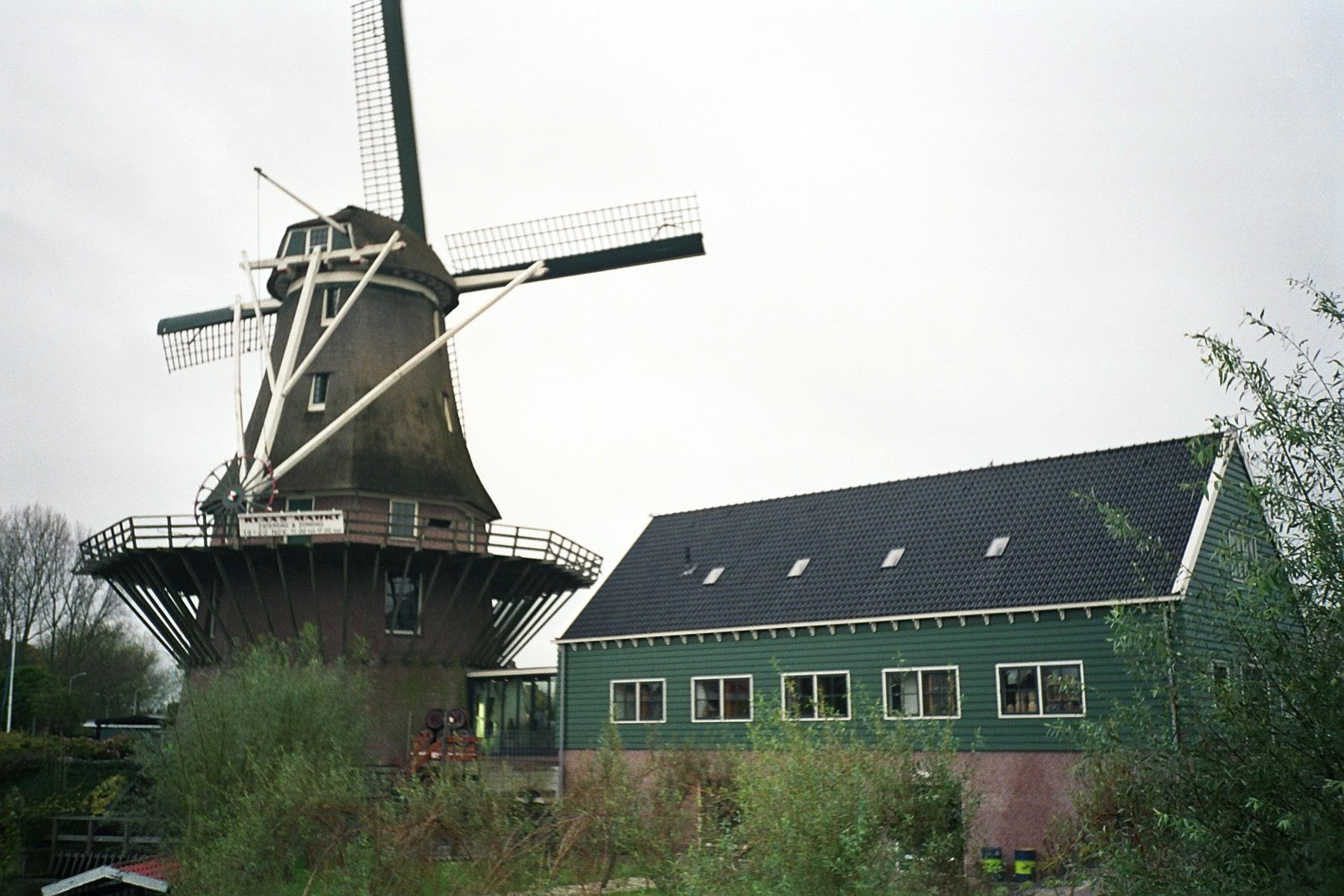
Molen van Sloten en Kuiperijmuseum (Nieuw-West)

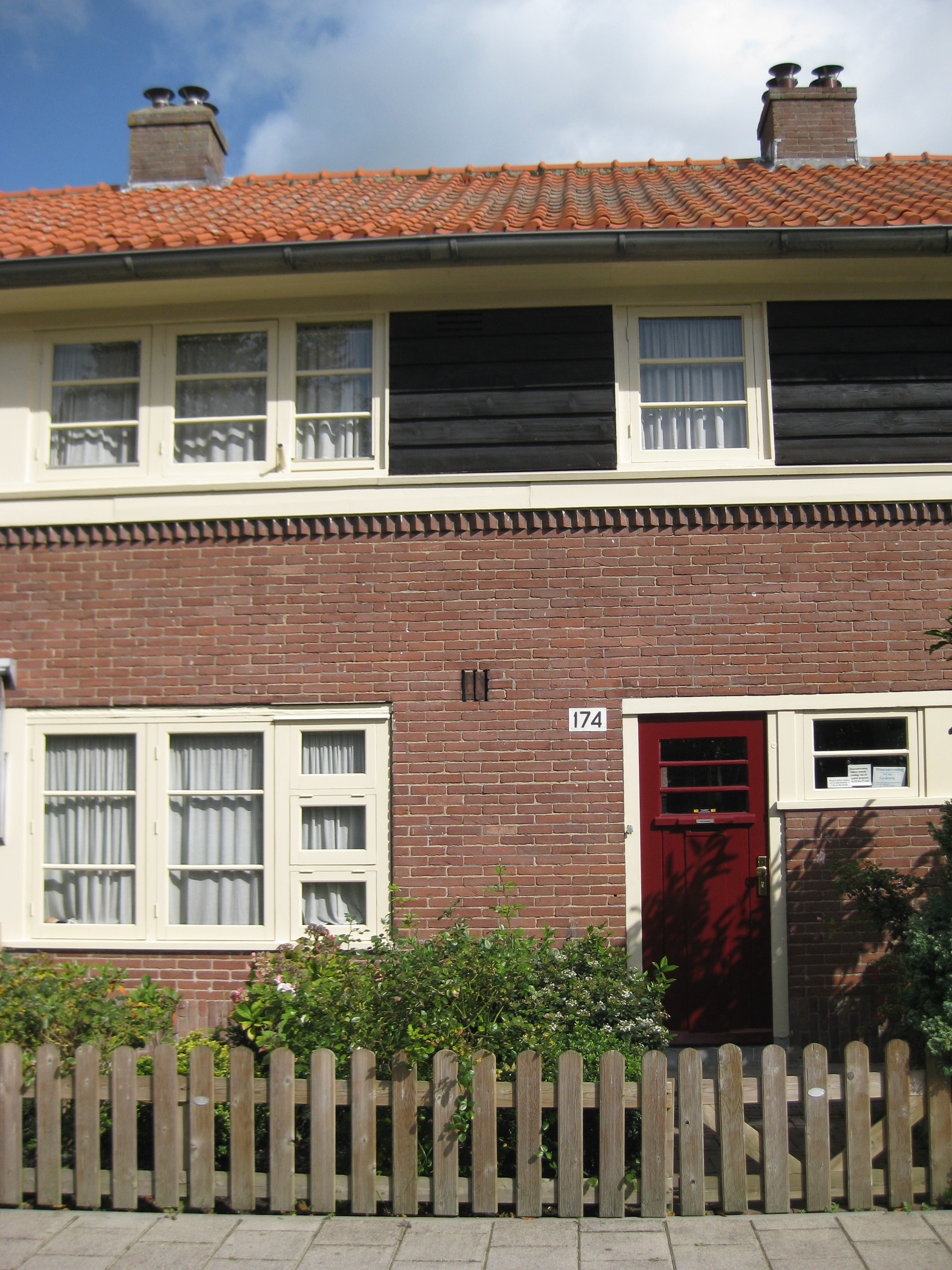
Museumwoning Tuindorp Oostzaan (Noord)

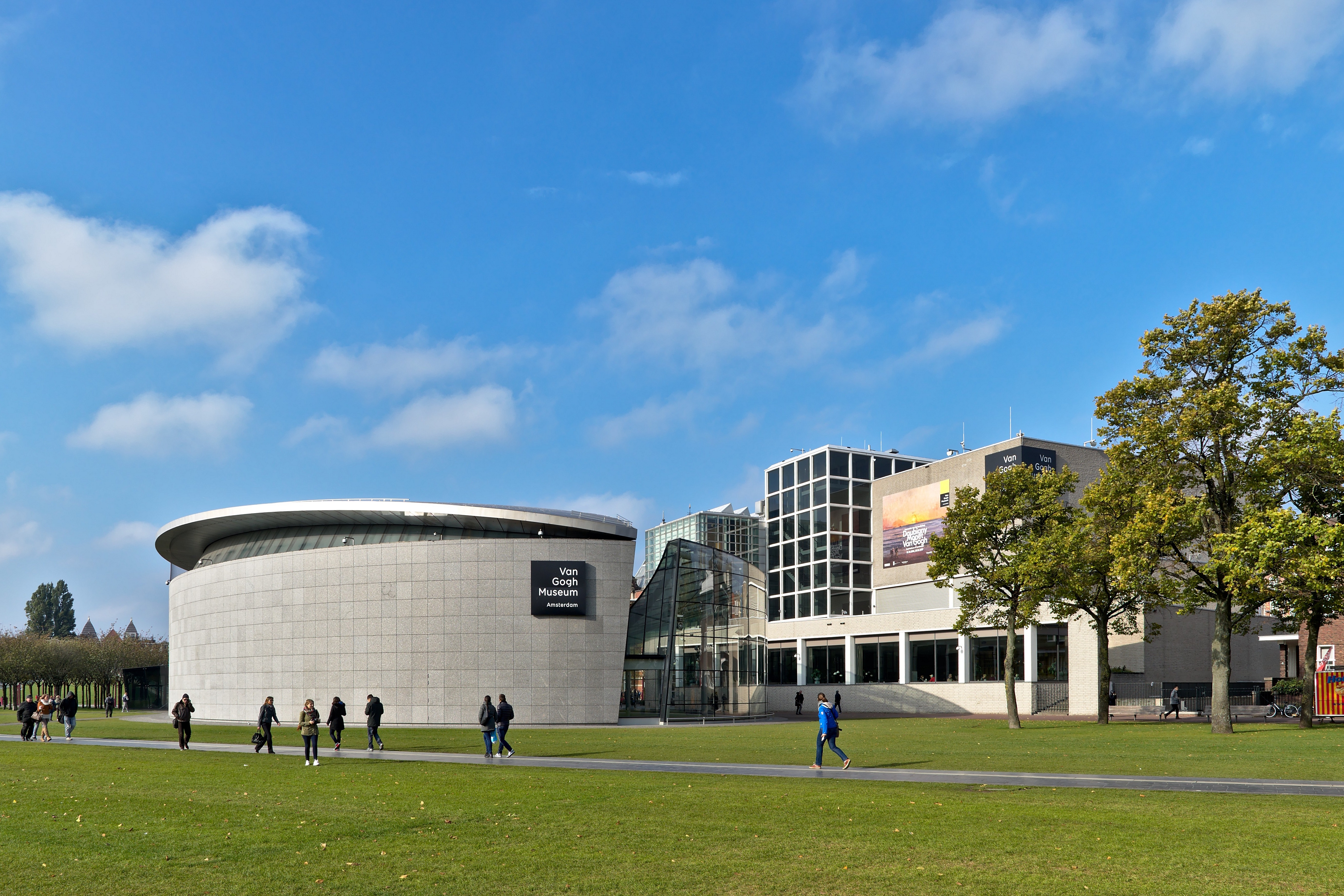
Van Gogh Museum (Zuid)

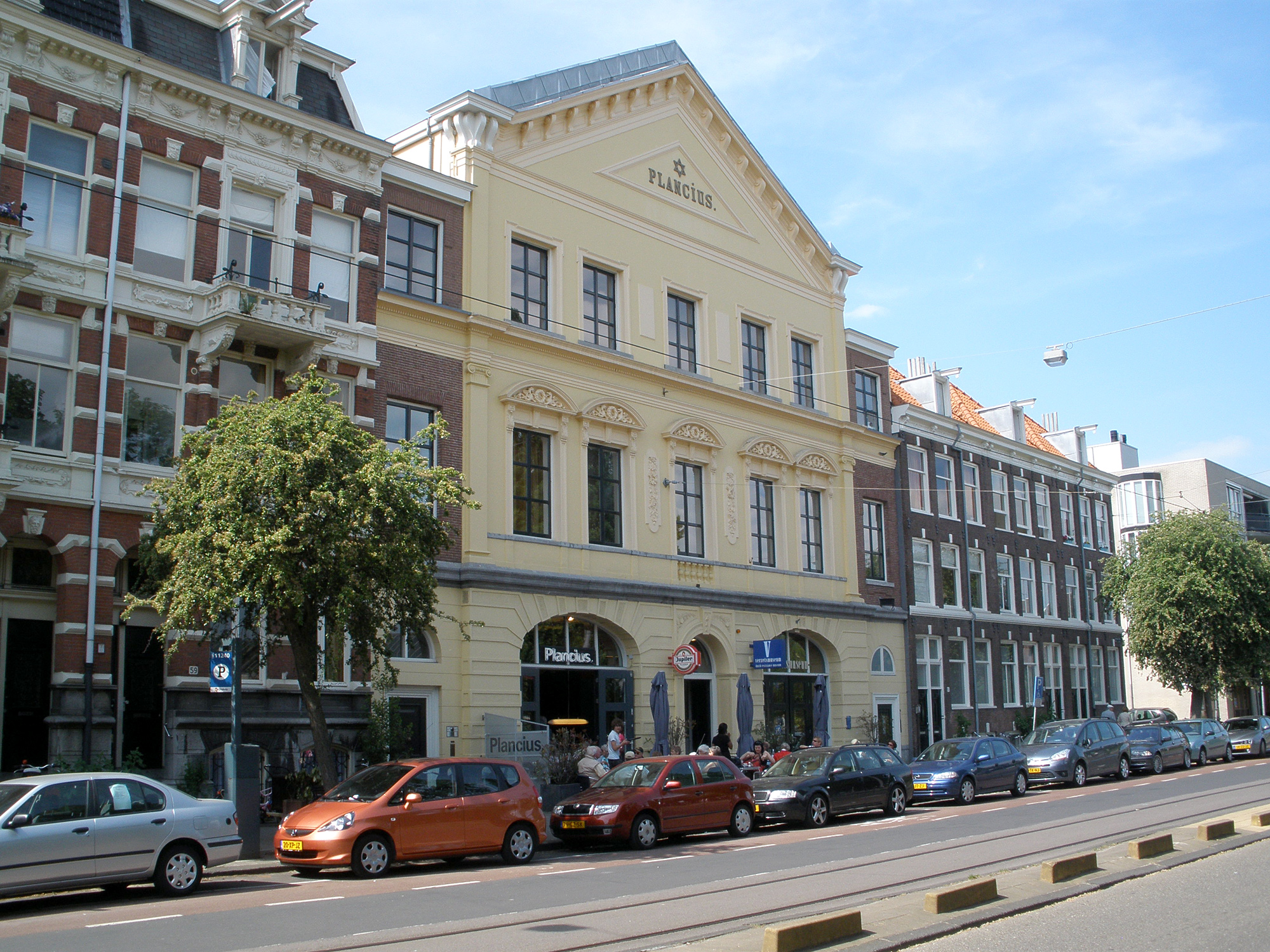
Verzetsmuseum

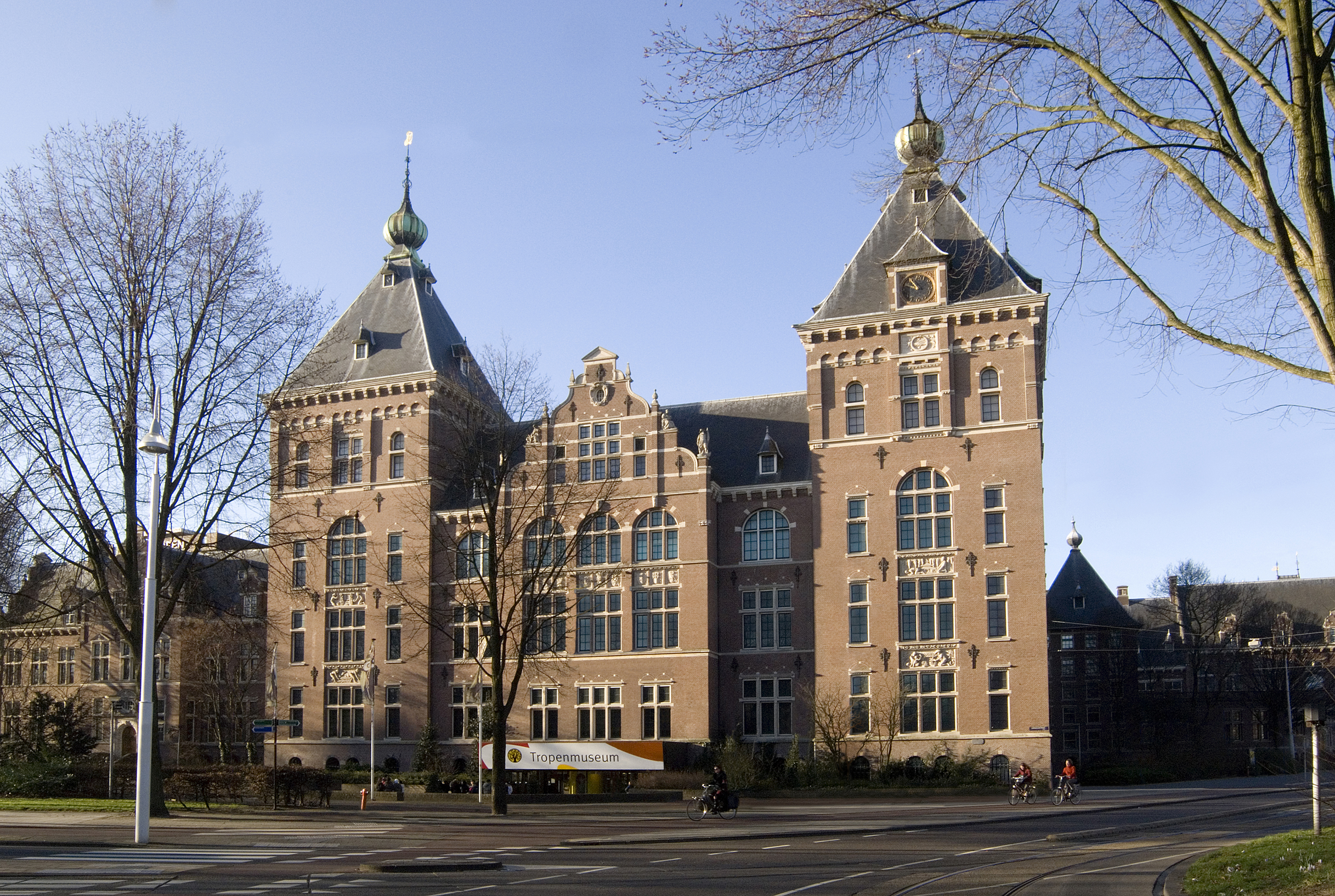
Wereldmuseum Amsterdam, voorheen Tropenmuseum (Oost)

- Ajax Museum, in de Johan Cruijff ArenA (Zuidoost)
- Allard Pierson Museum, archeologisch museum van de Universiteit van Amsterdam
- Amsterdam Dungeon
- Amsterdam EXPO, internationale reizende tentoonstellingen (gesloten sinds 2015)
- Amsterdam Museum, voorheen (tot 2011) Amsterdams Historisch Museum (AHM)
- Amsterdams Openbaar Vervoer Museum, opgeheven (collectie in 2010 overgenomen door de Tramweg-Stichting)
- Amsterdamse Bos, Bezoekerscentrum (Amstelveen)
- Anne Frank Huis
- Appie Baantjer Museum
- ARCAM, Architectuur Centrum Amsterdam
- Artis, dierentuin en natuurhistorische collecties
- Beurs van Berlage
- Bibliotheca Philosophica Hermetica (Ritman Library), bijzondere oude boeken
- Bilderdijk-Museum, onderdeel van de Universiteitsbibliotheek van de Vrije Universiteit, bezoek op afspraak (Zuid)
- Bijbels Museum, in de Cromhouthuizen
- Bijzondere Collecties van de Universiteitsbibliotheek van Amsterdam (Oude Turfmarkt)
- Botanische tuin Zuidas, voorheen Hortus Botanicus Vrije Universiteit
- Brilmuseum
- Computermuseum van de Universiteit van Amsterdam (alleen open op afspraak) (Oost)
- Diamant Museum (Diamond Museum) (Zuid)
- Electrische Museumtramlijn Amsterdam (Zuid)
- Embassy of the Free Mind
- Energetica, opgeheven (collectie in 2008 overgenomen door NEMO)
- Erotisch Museum, Oudezijds Achterburgwal
- Ethnographisch Museum Artis, opgeheven (collectie overgebracht naar het Tropenmuseum)
- Eye Filmmuseum (Noord), voorheen Filmmuseum
- Ferdinand Domela Nieuwenhuis Museum, in 1999 verhuisd van de Herengracht naar Heerenveen
- FOAM, Fotografiemuseum Amsterdam
- Museum Fodor, opgeheven
- Geelvinck Hinlopen Huis, opgeheven
- Grachtenmuseum Amsterdam
- Greenbox Museum of Contemporary Art from Saudi Arabia
- H'ART Museum (de vroegere Hermitage Amsterdam)
- Hash Marihuana & Hemp Museum
- Heineken Experience (Zuid)
- Hermanusje van Alles
- Het Huis van Aristoteles (West), opgeheven
- Hollandsche Manege, met Het Levend Paardenmuseum (West)
- Hollandsche Schouwburg, oorlogsmonument
- Hortus Botanicus Amsterdam
- Hortus Botanicus VU (Zuid)
- Huis Marseille, Museum voor Fotografie
- Imagine IC, beeldinstituut voor cultuur en migratie (Zuidoost)
- Joods Museum
- KattenKabinet
- Klederdracht Museum Amsterdam
- Koffie- en Theemuseum Geels & Co., opgeheven
- Werf 't Kromhout
- Kuiperijmuseum
- Luther Museum Amsterdam, voorheen Luther Collectie Amsterdam
- Madame Tussauds Amsterdam
- Max Euwe Centrum, schaakmuseum
- Micropia (onderdeel van dierentuin Artis)
- Moco Museum
- Molen van Sloten en Kuiperijmuseum (Nieuw-West)
- Multatuli-Museum
- Museum Amsterdam Noord (Noord)
- Museum Van Loon
- Museumwoning Tuindorp Oostzaan (HATO) (Noord)
- NAP-bezoekerscentrum[1]
- Nationaal Holocaustmuseum
- Nederlands Instituut voor Mediakunst (NIMk/Montevideo), opgeheven in 2012
- Nederlandsch Panopticum, wassenbeeldenmuseum, 1881 tot 1919, opgeheven
- NEMO Science Museum, voorheen NINT
- Nieuwe Kerk
- Noorderkerk
- Nxt Museum museum voor mediakunst
- Olympic Experience Amsterdam, sportmuseum, in Olympisch Stadion (Zuid), opgeheven in 2014
- Museumhaven Amsterdam (Oosterdok)
- Ons' Lieve Heer op Solder, ook bekend als Museum Amstelkring
- Oude Kerk
- Outsider Art Museum
- Paleis op de Dam
- G. Perlee Draaiorgelmuseum (Jordaan)
- Persmuseum, ondergebracht bij het IISG (Oost), in juni 2017 gesloten en verhuisd naar Hilversum
- Geelvinck Pianola Museum (Westerstraat)
- Pijpenkabinet (Amsterdam Pipe Museum)
- Planetarium in Artis
- Rembrandthuis
- Rijksmuseum Amsterdam (Zuid)
- Rijksmuseum Amsterdam op Schiphol
- Rijksprentenkabinet gevestigd in het Rijksmuseum, apart te bezoeken (Zuid)
- Ripley's Believe It or Not!
- Scheepvaartmuseum, in 's Lands Zeemagazijn
- Museum Het Schip (West)
- Sexmuseum, 'de Venustempel' (Damrak)
- Stadsarchief Amsterdam, in De Bazel
- Stedelijk Museum (Zuid)
- Stedelijk Museum Bureau Amsterdam (SMBA), 1993-2016, opgeheven
- Tattoo Museum, 2011-2013, opgeheven
- Tassenmuseum Amsterdam (Tassenmuseum Hendrikje), 2020 opgeheven
- Theatermuseum, in 2012 opgeheven
- Theo Thijssen Museum
- Torture Museum
- Tot Zover, Nederlands Uitvaart Museum, op De Nieuwe Ooster (Oost)
- Amsterdam Tulip Museum, tulpenmuseum
- Vakbondsmuseum, in de Burcht van Berlage, 1991-2008, opgeheven (collectie overgebracht naar het IISG)
- Van Eesteren Museum (Nieuw-West)
- Van Gogh Museum (Zuid)
- Verzetsmuseum Amsterdam
- Vodka Museum Amsterdam (Damrak) opgeheven
- Museum Vrolik van het AMC Amsterdam (Zuidoost)
- Wereldmuseum Amsterdam, voorheen Tropenmuseum (Oost)
- Witsenhuis (Oost)
- Willy Alberti-museum in het Grand Café Peter Batenburg (Max Euweplein)
- Huis Willet-Holthuysen
- Woonbootmuseum (Houseboat Museum), op een boot in de Prinsengracht
- Zoölogisch Museum Amsterdam van de UvA, in 2011 opgeheven (collectie overgebracht naar Naturalis in Leiden)
- Zuiderkerk